# 国鉄タサ3700形貨車
国鉄タサ3700形貨車（こくてつタサ3700がたかしゃ）は、かつて日本国有鉄道（国鉄）及び1987年（昭和62年）4月の国鉄分割民営化後は日本貨物鉄道（JR貨物）に在籍した私有貨車（タンク車）である。

## 概要
本形式は、オルソキシレン専用の20t積タンク車として1961年（昭和36年）8月17日に1両（コタサ3700）のみが富士重工業にて製作された。記号番号表記は特殊標記符号「コ」（全長 12 m 以下）を前置し「コタサ」と標記する。
落成時の所有者は、三池合成工業でありその常備駅は、鹿児島本線の大牟田駅であった。その後社名は三井化学、三井東圧化学（現在の三井化学）と変遷した。
塗装は黒、全長は9,700mm、全幅は2,400mm、全高は3,720mm、台車間距離は5,600mm、実容積は22.7m3、自重は15.4t、換算両数は積車3.5、空車1.6、台車はベッテンドルフ式のTR41C（その後TR41Dに改造）であった。
1987年（昭和62年）4月の国鉄分割民営化時には車籍がJR貨物に継承され、1989年（平成元年）3月に廃車となり同時に形式消滅となった。